# 1957 au Brésil
Chronologie du Brésil
- 1953
- 1954
- 1955
- 1956
- 1957
- 1958
- 1959
- 1960
- 1961

Cette page concerne des événements d'actualité qui se sont produits durant l'année 1957 au Brésil.

## Événements
- 7 juillet : Pelé fait ses débuts dans l'équipe du Brésil de football à l'âge de 16 ans, dans le cadre de la Copa Roca ; il marque son premier but contre l'Argentine après 32 minutes de jeu[1].

## Naissances
- 21 mai : Ana Maria Rangel, femme politique.

## Décès
- 30 juin : José Oiticica, poète anarchiste.
- 4 août : Washington Luís, 13e président du Brésil.